# Juan Ponce de León
Juan Ponce de León (Santervás de Campos, Regne de Lleó, Corona de Castella, 8 d'abril de 1460 o 1474 - L'Havana, Cuba, juliol de 1521) va ser un explorador i conqueridor castellà. Fou el primer governador de Puerto Rico en representació de la Corona espanyola. Encapçalà la primera expedició europea a la Florida, a la qual posà nom.
D'ascendència noble, va ser patge de Ferran el Catòlic a la cort de Joan II d'Aragó i va combatre en la Guerra de Granada. Es dubta si el seu primer viatge a Amèrica el va fer amb Cristòfor Colom el 1493, o amb Ovando el 1502. En tot cas, va col·laborar amb aquest en la conquesta de La Hispaniola i va rebre d'ell l'encàrrec de conquerir l'illa de Sant Joan Baptista o Borinquen, l'actual Puerto Rico el 1508.
Malgrat l'oposició de Diego Colón, va aconseguir ser nomenat governador el 1510. L'illa es va sotmetre sense dificultat, gràcies a la conversió del cacic Agüeybaná; Ponce de León va poder dedicar-se a la fundació de ciutats i a l'explotació d'or. Però, després de la mort del cacic, els indígenes es van revoltar contra la dominació castellana i el règim de l'encomienda a què se'ls havia sotmès a treballs forçats. Després d'una dura lluita, Ponce de León es va imposar als nadius i va prendre sagnants represàlies.
Més tard va descobrir una zona al nord a la que va anomenar "La Florida", ja que va ser descoberta el Diumenge de Resurrecció, anomenat a la península Ibèrica «Pasqua Florida», per escaure sempre a començaments de la primavera.
Es va passar la resta de la seva vida buscant la font de l'eterna joventut, que segons una llegenda es trobava a La Florida. El 1513 va descobrir el corrent del Golf, que va permetre a partir d'aleshores una ràpida ruta marítima de tornada cap Europa des d'Amèrica del Nord.

## Biografia

### Primers anys
Juan Ponce de León nasqué a Santervás de Campos a l'actual província de Valladolid. Tot i que durant molt de temps se situà la seva data de naixement el 1460, actualment noves evidències la situen el 1474. El cognom 'Ponce de León' té origen basc i data del segle xi.
Es desconeix qui eren els seus pares, però sembla que era membre d'una influent i distingida família noble. Entre els seus familiars destaca Rodrigo Ponce de León y Núñez, Marquès de Cadis, una important figura en les guerres contra els moros.
Ponce de León també estava emparentat amb una altra notable família, Núñez de Guzmán, fent tasques d'escuder durant la seva joventut de Pedro Núñez de Guzmán, cavaller de l'Orde de Calatrava. Un cronista contemporani, Gonzalo Fernández de Oviedo y Valdés, afirma que de León es convertí en un experimentat soldat lluitant en les campanyes que van derrotar el Regne de Granada i completarà la reconquesta el 1492.

### Arribada al Nou Món
Una vegada finalitzada la guerra contra el Regne de Granada no hi havia la necessitat dels seus serveis militars al país, per la qual cosa, com molts dels seus contemporanis, Ponce de León mirà cap a l'estranger per trobar una nova oportunitat. Així, el setembre de 1493, uns 1.200 mariners, colons i soldats s'uniren a Cristòfor Colom per fer el segon viatge al Nou Món.
La flota arribà al Carib el novembre de 1493. Visitaren diverses illes abans d'arribar a la seva destinació principal, La Hispaniola. Una d'aquestes aturades fou al davant la costa d'una gran illa que els nadius anomenaven Boriquén i que en l'actualitat es coneix com a Puerto Rico.
Els historiadors estan dividits sobre què va fer durant els propers anys, però el més probable és que tornés a Castella i posteriorment tornés a La Hispaniola amb Nicolás de Ovando.

### La Hispaniola
El 1502 el recentment nomenat governador Nicolás de Ovando va arribar a La Hispaniola. Les seves ordres de la Corona espanyola eren posar ordre a la colònia. Una de les prioritats d'Ovando era completar la submissió dels indígenes taínos. El 1504, quan una petita guarnició espanyola va ser assaltada pels taínos a Higüey, al costat oriental de l'illa, assignà a Ponce de León aixafar la rebel·lió. Ovando quedà impressionat amb Ponce de León i el recompensà anomenant-lo governador de frontera de la nova província, Higüey. A més, Ovando li va atorgar una concessió de terra considerable, juntament amb suficient mà d'obra indígena a la granja del seu nou estat.
Ponce de León prosperà en aquesta nova situació. Trobà un mercat preparat per a la seva producció agrícola i ramadera al proper Boca de Yuma on els vaixells feien el carregament final de subministraments abans del llarg viatge de tornada a Espanya. El 1505 va ser autoritzat per Ovando per construir una nova població a Higüey, la qual anomenà Salvaleón. Ponce de León participà activament en la massacre d'Higuey i el 1508 fou escollit per la Corona espanyola per liderar la conquesta i explotació dels indis taínos per treballar a les mines d'or.
Per aquella època es va casar amb Leonora, la filla d'un hostaler. Van tenir tres filles, Joana, Isabel i Maria; i un fill, Luis. Va construir una gran casa de pedra per a la seva família, que encara segueix en peu, prop de la ciutat de Salvaleón de Higüey.

### Puerto Rico

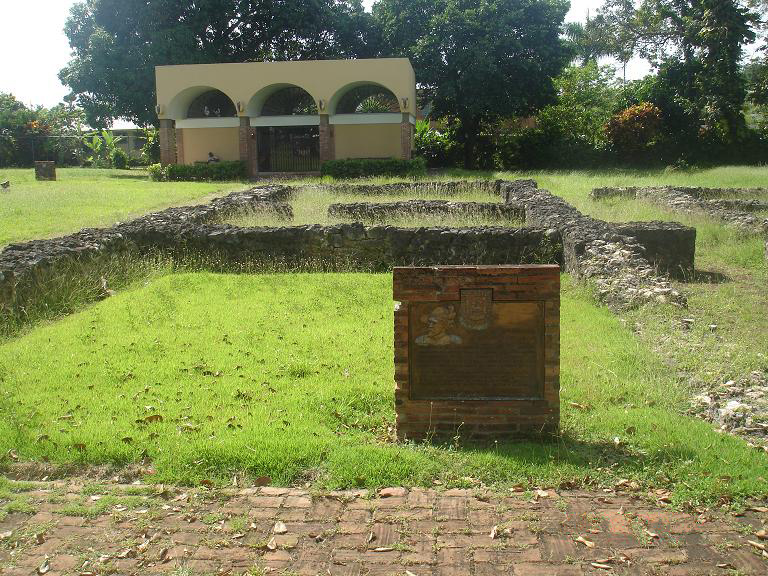
Ruïnes de la residència Juan Ponce de León a Caparra.

Com a governador provincial, Ponce de León va tenir ocasió de reunir-se amb el taínos que visitaren la província veïna de Puerto Rico. Li van explicar històries d'una terra fèrtil, amb molt or que es troba als nombrosos rius. Animat per la possibilitat de riqueses, Ponce de León va sol·licitar i rebre permís d'Ovando per explorar l'illa.
El primer reconeixement de l'illa es considera que fou el 1508 però hi ha proves que confirmen una exploració prèvia el 1506. Aquest viatge anterior es va fer en secret perquè la corona espanyola havia encarregat a Vicente Yáñez Pinzón la colonització de l'illa el 1505, però no va complir la seva missió, expirant el termini el 1507 i deixant via lliure a Ponce de León.
La primera exploració havia confirmat la presència d'or i li va donar un bon coneixement de la geografia de l'illa. El 1508, Ferran II d'Aragó va donar permís a Ponce de León per fer la primera expedició "oficial" a l'illa llavors era anomenada Sant Joan Baptista. Aquesta expedició, d'uns 50 homes en un sol vaixell, va deixar l'Hispaniola el 12 de juliol de 1508 i va arribar a la badia San Juan, prop de l'actual ciutat de San Juan. Ponce de León va endinsar-se terra endins, buscant un lloc adequat per construir un magatzem i una casa fortificada, fins que el trobà a unes dues milles de la badia. Aquí es va crear el primer assentament a Puerto Rico, Caparra. Tot i que es van arribar a cultivar alguns cultius, passaren la major part del temps buscant or. A primers de 1509 Ponce de León va decidir tornar a l'Hispaniola. La seva expedició havia reunit una bona quantitat d'or, però s'havia quedat sense menjar i subministraments.
L'expedició va ser considerada un gran èxit i Ovando nomenà Ponce de León governador de Sant Joan Baptista. Aquest nomenament va ser confirmat més tard per Ferran II el 14 d'agost de 1509. Ponce de León s'encarregà d'ampliar l'assentament a l'illa, portant dona i fills, tot continuant l'explotació minera.
De tornada a l'illa, Ponce de León repartí els taínos entre ell i d'altres colons sota el sistema de treball forçós conegut com a encomienda. Els indis es van posar a treballar en productius conreus i en la mineria d'or. Molts dels castellans van tractar amb duresa els taínos, la qual cosa sumada a la introducció de malalties fins aleshores desconegudes a la zona, com la verola o el xarampió, van provocar una gran mortaldat entre la població local. El juny de 1511 el taínos es van veure empesos a una breu rebel·lió, que fou sufocada per la força per Ponce de León i la petita tropa de soldats armats amb ballestes i arcabussos.
Tot i que Ponce de León controlà l'illa de Sant Joan, destacats canvis van tenir lloc en la política i govern de les Antilles espanyoles. El 10 de juliol de 1509 Diego Colón, fill de Cristòfor Colom, va arribar a la Hispaniola com a virrei en substitució de Nicolás de Ovando. Durant diversos anys Diego Colón havia lliurat una batalla legal sobre el seu dret a heretar els títols i privilegis atorgats al seu pare. La Corona va lamentar els amplis poders que s'havien concedit a Colom i els seus hereus, tot procurant establir un control més directe sobre el Nou Món. Malgrat l'oposició de la Corona, Colón es va imposar a la cort i Ferran es va veure obligat a nomenar-lo virrei.
Tot i que els tribunals havien manat que Ponce de León continués al seu càrrec, Colón eludí aquesta directiva el 28 d'octubre de 1509 mitjançant el nomenament de Juan Cerón com a justícia en cap i Miguel Díaz com a agutzil de l'illa, i que suposava anul·lar l'autoritat del governador. Aquesta situació es va mantenir fins al 2 març de 1510 quan Ferran va emetre ordres reafirmant la posició de Ponce de León com a governador. Ponce de León havia arrestat i enviat cap a Espanya a Cerón i Díaz.
La lluita política entre Colón i Ponce de León va continuar durant uns quants anys més. Ponce de León tenia partidaris influents a Castella i Ferran el considerava un fidel servidor, però la situació de Colón com a virrei feien d'ell un adversari poderós. Amb el temps la situació de Ponce de León a San Juan es feu insostenible, i el 28 de novembre de 1511, Cerón tornà oficialment a l'illa com a governador.

### Primer viatge a la Florida
Els rumors sobre l'existència d'illes no explorades al nord-oest de la Hispaniola havien arribat a Castella el 1511. En un esforç per recompensar Ponce de León pels seus serveis, Ferran II l'insta a buscar aquelles noves terres al marge de l'autoritat de Colón. Ponce de León va accedir-hi i el febrer 1512 va rebre un despatx reial amb els permisos per buscar "les Illes de Benimy".
El contracte estipulava que Ponce de León tenia drets exclusius sobre el descobriment de Benimy i les illes properes pels següents tres anys. S'establia que seria governador vitalici de qualsevol de les terres que descobrís, però s'esperava que les despeses de l'exploració i la colonització fossin assumides per ell. A més, el contracte li va donar instruccions específiques per a la distribució d'or, indígenes i altres beneficis extrets de les noves terres. No s'esmenta res referent a la font de l'eterna joventut.
Ponce de León va equipar i pagar tres vaixells amb almenys 200 homes i va partir de Puerto Rico el 4 de març de 1513. L'única descripció contemporània coneguda d'aquesta expedició procedeix d'Antonio de Herrera y Tordesillas, un historiador espanyol que pel que sembla va tenir accés als registres de les naus originals o relacionades amb fonts secundàries que van donar lloc a un relat del viatge publicat el 1601. La brevetat del relat i les llacunes ocasionals en l'expedient han portat els historiadors a especular i discutir molts detalls del viatge.
Les tres naus de la flota eren la Santiago, el San Cristobal i la Santa Maria de la Consolación. Antón de Alaminos era el pilot en cap, un dels mariners amb més experiència i millor reputació de la zona. Després de salpar de Puerto Rico van navegar cap al nord-oest seguint la gran cadena de les illes Bahames, coneguda llavors com a Lucayos. El 27 de març, diumenge de Pasqua, van arribar a l'extrem nord de les Bahames, albirant una illa desconeguda, probablement Gran Abaco).
Durant els següents dies la flota va creuar aigües obertes fins que el 2 d'abril de 1513, van veure una terra que Ponce de León va creure una altra illa. Ell l'anomenà anomenar La Florida, en reconeixement del paisatge verd i perquè era Pasqua Florida. L'endemà va arribar a la costa per buscar informació i va prendre possessió d'aquesta terra nova. La ubicació exacta del seu desembarcament a la costa de la Florida ha estat discutida durant molt de temps. Alguns historiadors creuen que es va produir a Saint Augustine, mentre d'altres li atribueixen una destinació més meridional, al petit port de Ponce de Leon Inlet, prop de la població de Ponce Inlet, i encara d'altres sostenen que Ponce va arribar més al sud, prop de l'actual Melbourne Beach.
Després de romandre uns cinc dies pels voltants del lloc on havien fet terra, els vaixells van anar cap al sud per continuar explorant la costa. El 8 d'abril es van trobar amb un corrent molt fort que els va empènyer enrere, els va obligar a buscar refugi i el San Cristobal fou perdut de vista durant dos dies. Aquesta fou la primera trobada amb el Corrent del Golf, que té la força màxima entre la costa de Florida i les Bahames. Degut al fort impuls que proporciona el corrent als vaixells, aviat es convertiria en la principal ruta marítima entre les Índies espanyoles i Europa.
Van seguir cap al sud, sempre ben propers a la costa per evitar el fort corrent. El 4 de maig la flota va arribar a la badia Biscaïna i van agafar aigua d'una illa que van anomenar Santa Marta, l'actual Key Biscayne. El 15 de maig es trobaven a l'alçada dels Keys de Florida, buscant un pas que els permetés anar cap al nord i explorar la costa oest de la península de Florida. Des de lluny els keys recordaren a Ponce de León el patiment dels homes, anomenant-los Los Martires. Finalment van trobar un lloc entre els esculls que els permeté navegar "cap al nord i el nord-est" fins que van arribar novament a la península de Florida el 23 de maig.
Un cop més, el lloc exacte on tocà terra és controvertit. L'indret més acceptat és pels voltants de la Charlotte Harbor, però d'altres afirmen que tocà terra més al nord, a Tampa Bay o fins i tot Pensacola. Altres historiadors sostenen que les distàncies recorregudes eren massa grans per ser cobertes en el temps que disposaren i és més probable que arribessin a Cap Romano o Cap Sabre. Aquí Ponce de León va fondejar durant diversos dies per abastir-se d'aigua i reparar les naus. Foren abordats per indígenes americans, inicialment interessats en el comerç, però aviat les relacions es van tornar hostils. Es van produir diverses escaramusses que provocaren baixes en ambdós bàndols i la captura de vuit indis per parts castellana, inclòs un per fer de traductor. El 4 de juny hi va haver una altra topada amb els indis prop de Sanibel, en què els castellans enfonsaren quatre canoes de guerra als indis.
El 14 de juny es van embarcar de nou a la recerca d'una cadena d'illes a l'oest que havien estat descrites pels seus captius. Van arribar a les Dry Tortugas el 21 de juny, on van capturar tortugues marines gegants, foques monjos del Carib i milers d'ocells marins. A partir d'allà navegaven cap al sud-oest en un aparent intent de circumnavegar Cuba abans de tornar a Puerto Rico. Els forts corrents els van empènyer cap a la costa nord-est de Cuba, quedant confosos sobre la seva ubicació real.
Quan van recuperar el seu rumb la flota va tornar sobre els seus passos, a través dels Keys de Florida i la península de Florida fins a la Gran Bahama, on arribaren el 8 de juliol. Allà es van trobar amb un altre vaixell espanyol, pilotat per Diego Miruelo, que estava allà transportant esclaus o havia estat enviat per Diego Colón per espiar Ponce de León. Poc després el vaixell de Miruelo fou destruït per una tempesta i Ponce de León hagués de rescatar la tripulació.
En aquest punt la flota se separà. A la Santa Maria se li encarregà una nova exploració, mentre Ponce de León tornava a casa amb la resta de la tripulació. Ponce de León va arribar a Puerto Rico el 19 d'octubre després d'haver fet un viatge de gairebé vuit mesos. La Santa Maria tornà a casa el 20 de febrer de 1514.
Tot i que a Ponce de León se li atribueix el descobriment de la Florida, podria no haver estat el primer europeu a arribar-hi, ja que expedicions espanyoles d'esclaus havien estat navegant regularment a les Bahames des de 1494, i hi ha proves que un o més d'aquests esclaus van arribar a les costes de Florida.

#### Font de l'eterna joventut
Segons una llegenda popular, Ponce de León va descobrir Florida mentre buscava la Font de l'eterna joventut. Tot i que les històries d'aigües miracoloses eren conegudes a banda i banda de l'Atlàntic des de temps molt antic, la història d'aquesta recerca no es vinculà a Ponce de León fins després de la seva mort. En la seva Historia General y Natural de las Indias, de 1535, Gonzalo Fernández de Oviedo y Valdés va escriure que Ponce de León va anar a la recerca de les aigües del Bimini per curar el seu envelliment. Un relat similar apareix Historia General de las Indias de Francisco López de Gómara escrit el 1551. El 1575 Hernando de Escalante Fontaneda, un supervivent d'un naufragi que havia viscut amb els indígenes de la Florida durant 17 anys, va publicar les seves memòries, en què situa aquestes aigües a la Florida, i diu que Ponce de León les havia d'haver cercat. Tot i que Fontaneda dubtava que Ponce de León hagués anat realment a la Florida a la recerca de les aigües, la història es va incloure a la Historia general de los hechos de los Castellanos d'Antonio de Herrera y Tordesillas de 1615. La majoria dels historiadors sostenen que la recerca d'or i l'expansió de l'Imperi Espanyol eren molt més important que no pas la recerca potencial d'aquesta font.

### Entre viatges
En tornar a Puerto Rico, Ponce de León va trobar l'illa en estat d'agitació. Un grup de caribs d'una illa veïna havia atacat l'assentament de Caparra, matant nombrosos castellans i cremant la població. La casa de Ponce de León fou destruïda i la seva família es va salvar per poc. Diego Colón va utilitzar l'atac com a pretext per reiniciar les hostilitats contra els taínos. L'explorador sospita que Colón estava treballant per soscavar més la seva posició a l'illa i fins i tot reclamar les noves terres de la Florida.
Ponce de León va decidir que havia de tornar a Castella i explicar personalment els resultats de la seva expedició. Va deixar Puerto Rico l'abril de 1514 i va ser rebut calorosament pels Reis Catòlics quan va arribar a la cort de Valladolid. Allà fou nomenat cavaller, i va rebre un escut d'armes, sent el primer conqueridor a rebre aquests honors. També va visitar la Casa de Contractació a Sevilla, on van prendre notes detallades dels seus descobriments per afegir-los al Padró Reial, un mapa servia de base per a les cartes de navegació oficials proporcionades als capitans i pilots espanyols.
Durant la seva estada a Espanya es va elaborar un nou contracte en què a Ponce de León se li confirma el seu dret a governar i pacificar les "illes" de Florida i Bimini. A més de les indicacions habituals sobre l'intercanvi d'or i altres objectes de valor amb el rei, el contracte va ser un dels primers a establir la lectura del requerimiento als habitants de les illes abans de la conquesta. A Ponce de León també se l'ordenà organitzar un exèrcit per tal de sotmetre els caribs, que continuaven atacant els assentaments.
Es van noliejar tres vaixells, amb els quals Ponce de León va salpar el 14 maig 1515. El registre de les seves activitats contra els caribs és vaga. La campanya va tenir un final brusc amb la mort de Ferran II el 1516. El rei havia estat un ferm valedor i Ponce de León creure necessari tornar a Castella per defensar els seus privilegis i títols. Allà va rebre garanties de suport del cardenal Francisco Jiménez de Cisneros, el regent designat per governar Castella, però hagueren de passar gairebé dos anys abans de poder tornar a Puerto Rico.
Mentrestant hi havia hagut almenys dos viatges no autoritzats a la "seva" Florida, i Ponce de León es va adonar que havia d'actuar ràpid si volia mantenir la seva reclamació.

### Darrer viatge a Florida i mort
El 1521 Ponce de León va organitzar una expedició colonitzadora en dues naus. Estava composta per uns 200 homes, entre ells sacerdots, agricultors i artesans, 50 cavalls i altres animals domèstics i eines del camp. L'expedició va desembarcar a la costa sud-oest de Florida, als voltants de la riu Caloosahatchee o  Charlotte Harbor. Els colons aviat van ser atacats per Calusa i Ponce de León va ser ferit per una fletxa enverinada amb saba de Hippomane mancinella. Després d'aquest atac, ell i els colons van navegar cap a l'Havana, Cuba, on aviat va morir per culpa de la ferida. Entre 1559 i 1836 va estar enterrat a la cripta de l'església de Sant Josep a San Juan, quan les seves restes foren exhumades i traslladades a la catedral de Sant Joan Baptista.